# Nodar Mgaloblisvili
Nodar Mgaloblisvili, grúzul: ნოდარ მგალობლიშვილი, oroszul: Нодар Мгалоблишвили (Tbiliszi, 1931. július 15. – Tbiliszi, 2019. március 26.) szovjet-grúz színész.

## Életútja
1954-ben a Sota Rusztaveli Színház- és Filmművészeti Egyetemen végzett, majd a Mardzsanisvili Színház színésze lett. 1957 és 2011 között szerepelt filmekben. Főleg grúz és orosz nyelvű filmekben játszott.

## Filmjei

### Mozifilmek
- Szabudareli csabuki (1957, or. Последний из Сабудара)
- Zgvisz svilebi (1964, or. Дети моря)
- Keserű méz (Дикий мёд) (1967)
- Rotsa akvavda nusi (1972, or. Когда зацвёл миндаль)
- Mze shemodgomisa (1973, or. Осеннее солнце)
- Levan Hidaseli (1973, or. Горький урок)
- Kentaurok (Кентавры) (1978)
- Rad sztvensz bulbuli (1980)
- Огарёва, 6 (1980)
- A tizenöt éves kapitány (Капитан «Пилигрима») (1987)
- Катала (1989)
- Московские красавицы (1991)
- Серп и молот (1994)
- Империя пиратов (1994)
- Zsami (1996)
- Magonia (2001)
- Antimoz iverieli (2001)
- Чудеса в Решетове (2004)
- Yoxlama (2007)

### Tv-filmek
- Tetri gameebi (1958)
- Mkudro szavane (1971)
- Jakos hiznebi (1980, or. Хизаны Джако)
- A szerelem képlete (Формула любви) (1984)
- Иванко и царь Поганин (1984)

### Tv-sorozatok
- Data Tutashia (1977, or. Берега egy epizódban)
- По имени Барон (2002)
- Спецназ (2002)
- Спецназ 2 (2003)